# 허영호 (산악인)
허영호(許永浩, 1954년 4월 16일 ~ 2025년 7월 29일)는 대한민국의 산악인이다. 

## 생애
그는 1973년 제천고등학교를 졸업한 뒤, 1989년 청주대학교 체육학과를 마치고 1994년 고려대학교 자연자원대학원에서 학업을 이어갔다. 학문적 배경은 체육과 자연에 대한 이해를 바탕으로 한 산악 활동에 깊이를 더해주었다.
그의 본격적인 산악 도전은 1982년 5월 히말라야 마칼루 등정에서 시작되었다. 이후 그는 북극점과 남극점 원정을 비롯하여 아프리카 킬리만자로 등정에 나서는 등 세계 곳곳의 거대한 자연에 도전했다. 2007년에는 히말라야 동계 에베레스트 등정에 성공함으로써 세계 7대륙 최고봉을 모두 정복하고, 남북극점 정복과 북극 횡단, 에베레스트 3회 등정이라는 기록을 남겼다. 이는 대한민국 산악사에서 길이 남을 위업이었다.
대한민국 산악인 가운데 최초로 에베레스트를 등정한 이는 1977년 고상돈이었고, 10년 뒤인 1987년 허영호가 한국인 최초로 겨울철 에베레스트 등정에 성공했다. 그는 이러한 선구자들의 뒤를 이어, 한국 산악인의 위상을 세계 무대에서 이어갔다.
산악 활동에 머물지 않고 그는 새로운 모험의 장을 열고자 했다. 드림앤어드벤처를 설립한 그는 초경량 비행기 조종에 관심을 두었으며, 경비행기를 이용해 세계 일주에 나서고 싶다는 포부를 밝히기도 했다. 2007년 1월 1일 경기도 여주에서 제주도 서귀포 성산읍까지 왕복 1,100km 단독 비행을 시도했으나, 전라남도 청산도 해상에서 추락하고 말았다. 다행히 지나던 어선에 구조되었지만, 기상 상태와 초경량 비행기의 특성을 고려하지 않은 무모한 비행이라는 비판을 피할 수는 없었다. 그러나 그는 좌절하지 않았다. 2008년 4월 18일 같은 기종과 같은 코스로 다시 도전하여 1년 4개월 만에 단독 비행에 성공했다. 이는 그의 불굴의 의지를 잘 보여주는 사건이었다.
그의 삶은 모험으로 가득했지만, 말년은 투병으로 이어졌다. 2024년 10월 담도암 판정을 받고 같은 해 12월 수술을 받았으나, 건강은 호전되지 않았다. 이후 약 7개월 동안 병마와 싸우다 2025년 7월 29일 오후 8시 9분 그는 세상을 떠났다.
그는 평생을 산과 하늘, 그리고 극지로 이어지는 도전의 길 위에서 살았다. 그의 업적은 한국 산악계의 자랑이자, 불가능을 두려워하지 않는 모험가 정신의 상징으로 남게 되었다.

## 산악 등정 및 원정 기록

### 1980년대
- 1982년 - 히말라야 마칼루
- 1983년 - 히말라야 마나슬루
- 1987년 - 히말라야 에베레스트 (대한민국 산악인 최초 겨울철 등반 성공)
- 1989년 - 히말라야 로체

### 1990년대
- 1991년 - 북극점 원정
- 1992년 - 안데스 아콩카구아 - 남아메리카
- 1992년 - 맥킨리 - 북아메리카
- 1992년 - 킬리만자로 - 아프리카
- 1993년 - 초모랑마 - 중국
- 1993년 - 남극점 원정
- 1994년 - 칼스텐즈
- 1995년 - 북극해 횡단 (북극점 경유)
- 1995년 - 코카서스 옐브루스 - 러시아
- 1995년 - 빈슨 매시프 - 남극대륙
- 1996년 - 맥킨리
- 1996년 - 남극점 원정
- 1997년 - 초오유 - 티베트
- 1998년 - 킬리만자로, 케냐산
- 1998년 - 코카서스 엘브르즈
- 1999년 - 침보라조, 코토팍시 - 에콰도르

### 2000년대
- 2000년 - 코지우스코
- 2001년 - 클류체프스키야 - 러시아 캄차카반도
- 2002년 - 에베레스트 뷰포인트 트래킹
- 2003년 - 몽블랑
- 2005년 - 킬리만자로
- 2007년 - 히말라야 에베레스트 동계 등정

## 출연작
- 1988년 1월 11일 KBS 《11시에 만납시다》 집념의 산 사나이 에베레스트 정상에 서다 허영호
- 2019년 설날 특집 JTBC의 다큐멘터리 프로그램 《두 도시 이야기》 속초-원산 2부작 나온 적이 있다.

## 같이 보기
- 엄홍길